# Bezittelijk voornaamwoord
Het bezittelijk voornaamwoord (afgekort: bez.vnw. of bzvnw) of possessief pronomen, in het Latijn pronomen possessivum genoemd, is in de taalkundige benoeming een voornaamwoord dat vooral een bezitsrelatie uitdrukt, bijvoorbeeld tussen een persoon en een zelfstandig naamwoord, bijvoorbeeld "haar boek".

## In verschillende talen
Traditioneel verstaat men onder de term "bezittelijk voornaamwoord" in het Nederlands zowel bijvoeglijke ("mijn", "uw") als zelfstandige vormen ("de mijne", "het uwe"). In de grammatica van sommige talen wordt dat niet altijd meer zo gezien. In het Frans en Engels worden pronom possessif en possessive pronoun soms gereserveerd voor de zelfstandige vormen ("le mien", "mine"). De bijvoeglijke vormen heten dan bijvoorbeeld adjectif possessif of possessive determiner.

## Nederlands
achterzetsel · bijwoord · ideofoon · lidwoord · naamwoord (bijvoeglijk · eigennaam · zelfstandig) · telwoord (hoofdtelwoord · rangtelwoord · telbijwoord) · tussenwerpsel · voegwoord · voornaamwoord (aanwijzend · betrekkelijk · bezittelijk · onbepaald · persoonlijk · temporeel · uitroepend · vragend · wederkerend · wederkerig) · voorzetsel · werkwoord